# Feux de forêt de 2023 au Canada
Les feux de forêt de 2023 au Canada sont une série de feux de forêt, qui se situent au Canada. Des centaines de foyers sont déclarés au total, dont des dizaines qui deviennent hors de contrôle, obligeant les autorités à évacuer des dizaines de milliers de personnes des régions menacées par les flammes et les fumées. Ils font partie d'une vaste série d'incendies touchant l'ensemble du Canada à cette date. Les feux de forêts impactent la qualité de l’air du Québec et de la côte est des États-Unis.
Début décembre 2023, il y a toujours 281 incendies actifs, dont 41 non maîtrisés, pour 6673 incendies déclarés au cours de l'année dont 6392 éteints.

## Ampleur globale

### Ampleur globale fin juillet
Selon Radio-Canada, qui cite les chiffres et les cartes de la Société de protection des forêts contre le feu (SOPFEU), organisme gouvernemental, plus de 12 millions d’hectares de forêt ont été détruits depuis le début de l’année 2023, surtout dans l’Ouest et dans l’Est du pays, et les principaux foyers ne sont toujours pas maîtrisés début août.
Cette surface globale de forêts parties en fumée, tout en étant provisoire,  correspond en gros à l’équivalent d’un quart de la superficie de la France métropolitaine. Une catastrophe d’une telle ampleur est sans précédent dans l’histoire du Canada.

### Feux de foret
Plus de 600 de feux se sont déclarés au Canada depuis le début de la saison. 1 063 sont encore actifs, dont 686 jugés hors de contrôle. Au total la barre des 16 millions d’hectares brûlés a été franchie. La province de Québec a été la plus durement touchée, dans la région de l’Abitibi-Témiscamingue.

## Causes et facteurs favorables
Les incendies ont surtout été déclenchés par des impacts de foudre lors d’épisodes orageux. Ainsi, en mai 2023, plusieurs feux se sont allumés et répandus en peu de temps, ce qui a surchargé les services de lutte aux incendies de forêt.
Favorisant la propagation, les faibles quantités de neige de l’hiver 2022-23 ont laissé peu d’humidité dans le sol, occasionnant un dessèchement rapide de la végétation,. Plusieurs arbres ont aussi été endommagés lors d'une tempête de verglas, ce qui a augmenté le combustible disponible en ajoutant du bois mort à la litière de feuilles desséchées. L'absence de fortes pluies a maintenu et aggravé le problème par la suite.

## Situation par province

### Alberta

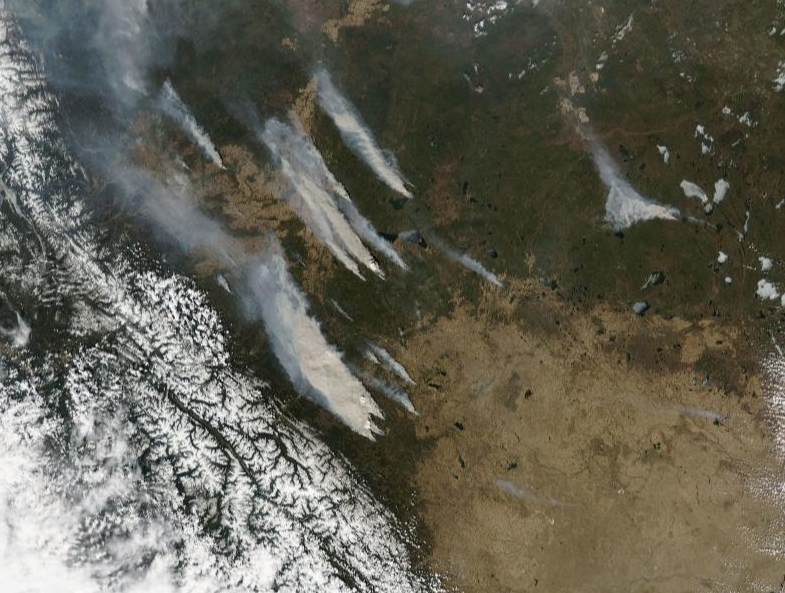
Vue aérienne d'incendies en Alberta le 5 mai 2023.

En date du 18 juillet 2023, 105 incendies sont toujours actifs dans la province, 82 étaient hors de contrôle. En incluant l’aide internationale et les membres des forces armées canadiennes, 951 pompiers sont alors déployés en Alberta. Dans l'ensemble du Canada, 885 incendies dont 600 hors de contrôle sont recensés.
Le 20 juillet, un hélicoptère Bell 205 d'une société privée gréé en bombardier d'eau s'écrase près de Rivière-la-Paix en luttant contre les feux de forêt. Le pilote, Ryan Gould, est mort.
Statistiques Canada annonce en juillet que la centaine de feux ayant ravagé l’Alberta au cours du mois de mai ont causé une baisse de 6,6 % de la production de gaz naturel et de pétrole conventionnel.

### Colombie-Britannique
Le 13 juillet 2023, le gouvernement de la Colombie-Britannique annonce, alors que la province est touchée par près de 360 incendies de forêt, le décès de Devyn Gale, pompière de 19 ans, tuée par la chute d’un arbre lors d’un incendie de forêt près de Revelstoke.
À la fin du mois de juillet, un pompier ontarien de 25 ans décède à la suite du renversement de son véhicule tout-terrain alors qu’il participait à la lutte contre le feu de Donnie Creek, à environ 150 km au nord de Fort St. John.

### Nouvelle-Écosse
En Nouvelle-Écosse, ils couvrent une superficie de 200 km2, principalement dans le comté de Shelburne. Des ordres d'évacuation et des états d'urgence locaux ont été mis en place, entraînant l'évacuation de plus de 20 000 personnes.

### Québec

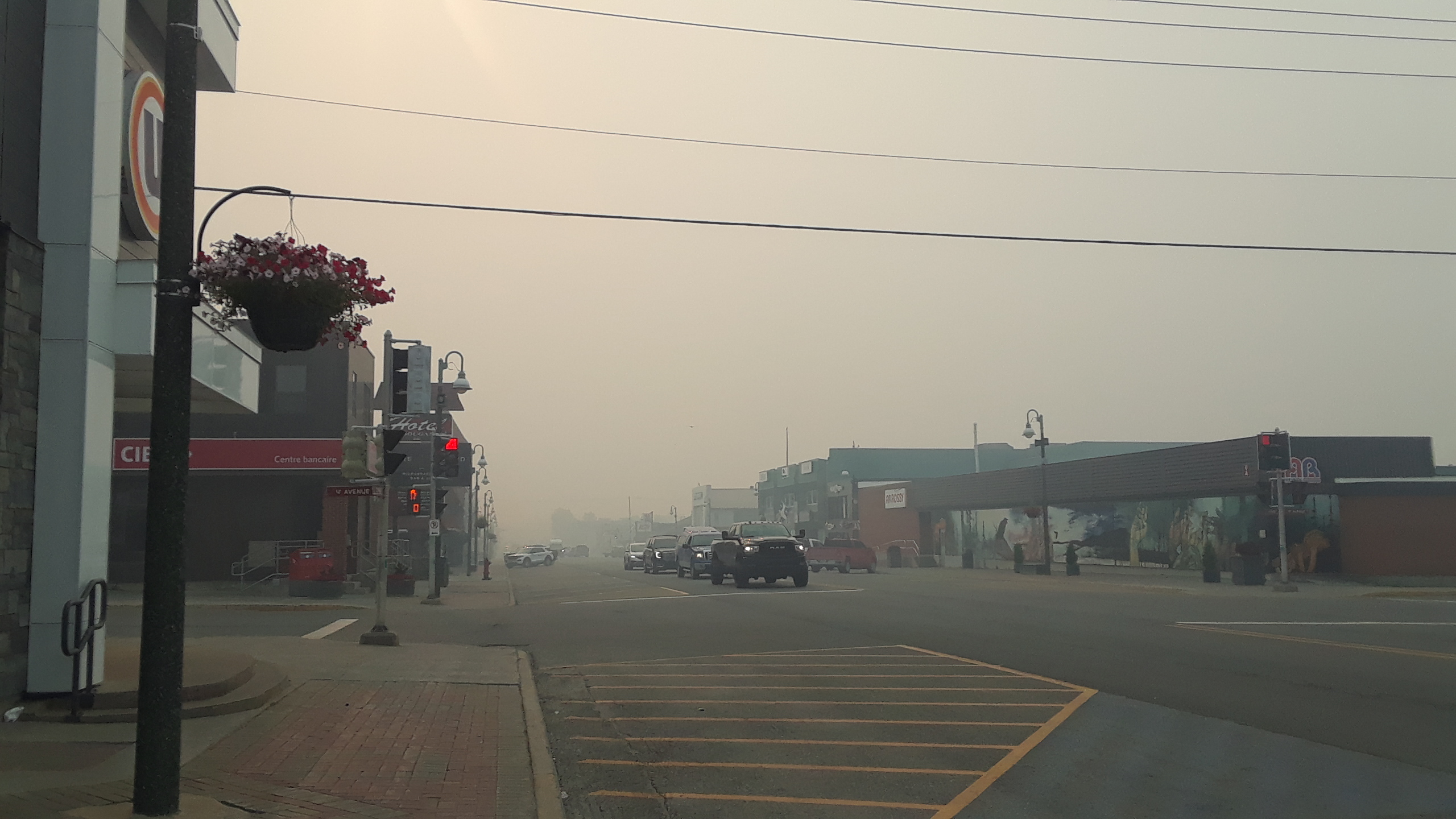
La ville de Chibougamau, sous la fumée des feux de forêts, le 22 juin 2023.

Le 2 août, la Société de protection des forêts contre le feu (SOPFEU) indique que vingt incendies étaient actifs dans la zone intensive, 70 dans la zone nordique et que, depuis le début de l'année, 1 539 688,1 hectares ont été brûlés en zone intensive et 3 580 256,7 hectares en zone nordique. Des feux de grande ampleur ont éclaté en Abitibi-Témiscamingue, sur la Côte-Nord et dans le Nord-du-Québec. Le gouvernement du Québec évacue les régions les plus touchées.
En date du 14 novembre 2023, la SOPFEU dresse un bilan de 4,5 millions d'hectares de forêt brulés lors de l'année 2023.

#### Évacuations
Le gouvernement du Québec a mis en place le 9 juin 2023 une indemnité forfaitaire de 1 500 $ par résidence évacuée sur recommandation ou ordre, tandis que pour les communautés autochtones, l’indemnisation sera réalisée par Services aux Autochtones Canada. Les municipalités doivent se voir rembourser des débours pour l’ensemble des mesures liées aux évacuations tandis que les organismes de secours doivent se voir rembourser de certaines dépenses de fonctionnement supplémentaires.

#### Aide internationale
La Société de protection des forêts contre le feu (SOPFEU) a reçu l’assistance de l’Union européenne le 8 juin 2023 à la suite du déclenchement du mécanisme européen de protection civile. La France, l’Espagne et le Portugal fournissent des détachements rassemblant près de 300 sapeurs-pompiers tandis que le centre de coordination de la réaction d'urgence fournit un expert.
Le détachement français, commandé par le général Éric Flores, directeur du SDIS de l’Hérault et vice-président de la fédération nationale des sapeurs-pompiers, est composé de 58 sapeurs-pompiers et 42 sapeurs-sauveteurs de l’UIISC 1.
| Origine du détachement | Effectif                                                                                            |
| ---------------------- | --------------------------------------------------------------------------------------------------- |
| France                 | 109                                                                                                 |
| Espagne                | 100                                                                                                 |
| Portugal               | 140, dont 30 issus de la réserve européenne de protection civile                                    |
| Union européenne       | 1 officier de liaison de l’ERCC (Emergency Response Coordination Center : le Centre de coordination |

Les renforts européens, qui se voient équipés de bottes de feu spécifiques et sont formés aux spécificités du terrain québécois qui ne permet généralement pas l’usage de véhicules de lutte contre les feux de forêts, sont déployés sur les incendies de la région de Chibougamau (détachements français et espagnol) et de Lebel-sur-Quévillon (détachement portugais, avec appui de renforts étasuniens.
Un deuxième détachement de 120 sapeurs-pompiers et sapeurs-sauveteurs prend la relève le 28 juin avant d’être remplacé par un détachement de même valeur le 19 juillet. Ce dernier détachement comprend notamment des techniciens chargés de déployer le module de télécommunication Fenics. Les efforts de ces différents détachements ont été concentrés autour de Pascagama, Windfall et Chibougamau. Afin d’assurer la liaison avec les sapeurs-pompiers locaux, un officier de liaison travaille au sein du poste de commandement de la SOPFEU et un autre à Winnipeg au Centre interservices des feux de forêts du Canada. Le 10 août 2023, la mission du dernier détachement français se termine.
Les États-Unis, le Mexique et l’Afrique du Sud ont également fourni une assistance, de même que la Corée du Sud qui a déployé un détachement de 150 pompiers le 2 juillet.

### Territoires du Nord-Ouest
En août 2023, tous les habitants de la ville de Yellowknife reçoivent l'ordre d'évacuer avant midi le 17 août, en raison des incendies. L'ordre d'évacuation s'applique également aux communautés de Ndilǫ, Dettah et de la route Ingraham Trail. À cette date, il y a plus de 230 incendies de forêt dans les Territoires et jusqu'à 20 000 km2 sont brûlés.
Le 24 août 2023, près de 4 500 personnes évacuées de la région de Yellowknife sont enregistrées au centre d'accueil d'urgence d'Edmonton.

## Exploitation forestière
Les incendies amènent de nombreuses entreprises à suspendre leurs activités avec un impact important (6,8 %) sur le prix des contrats à terme pour le bois d’œuvre.
Le ministre de la Sécurité publique François Bonnardel, indique début juin sa volonté d’autoriser dès que possible l’industrie forestière à récolter les bois brûlés. Ceux-ci devant être récupérés le plus rapidement possible afin d’éviter les attaques des insectes xylophages tels que le longicorne noir ou le fendillement dû au séchage rapide. L’industrie forestière demande la mise en place rapide de plans d’exploitations spéciaux afin de pouvoir exploiter ce bois.

## Conséquences

### Qualité de l’air
Le 7 juin 2023, les fumées des incendies atteignent une grande partie de la côte est des États-Unis, notamment la ville de New York qui avait été concernée dès le 6 juin. L’Agence de protection de l’environnement des États-Unis déclenche en conséquence une alerte orange pour un territoire de 100 millions d’habitants allant de Chicago à Atlanta tandis que Washington et New York sont placées en alerte rouge.
L’importance des incendies impacte de manière aiguë la qualité de l’air, notamment sur les terres des communautés crie ou atikamekw, amenant à recommander le port de masques N95.
Le 12 juin, Environnement et Changement climatique Canada a émis un avertissement au smog.
Le 26 juin, le panache de fumées atteint l'Europe,.

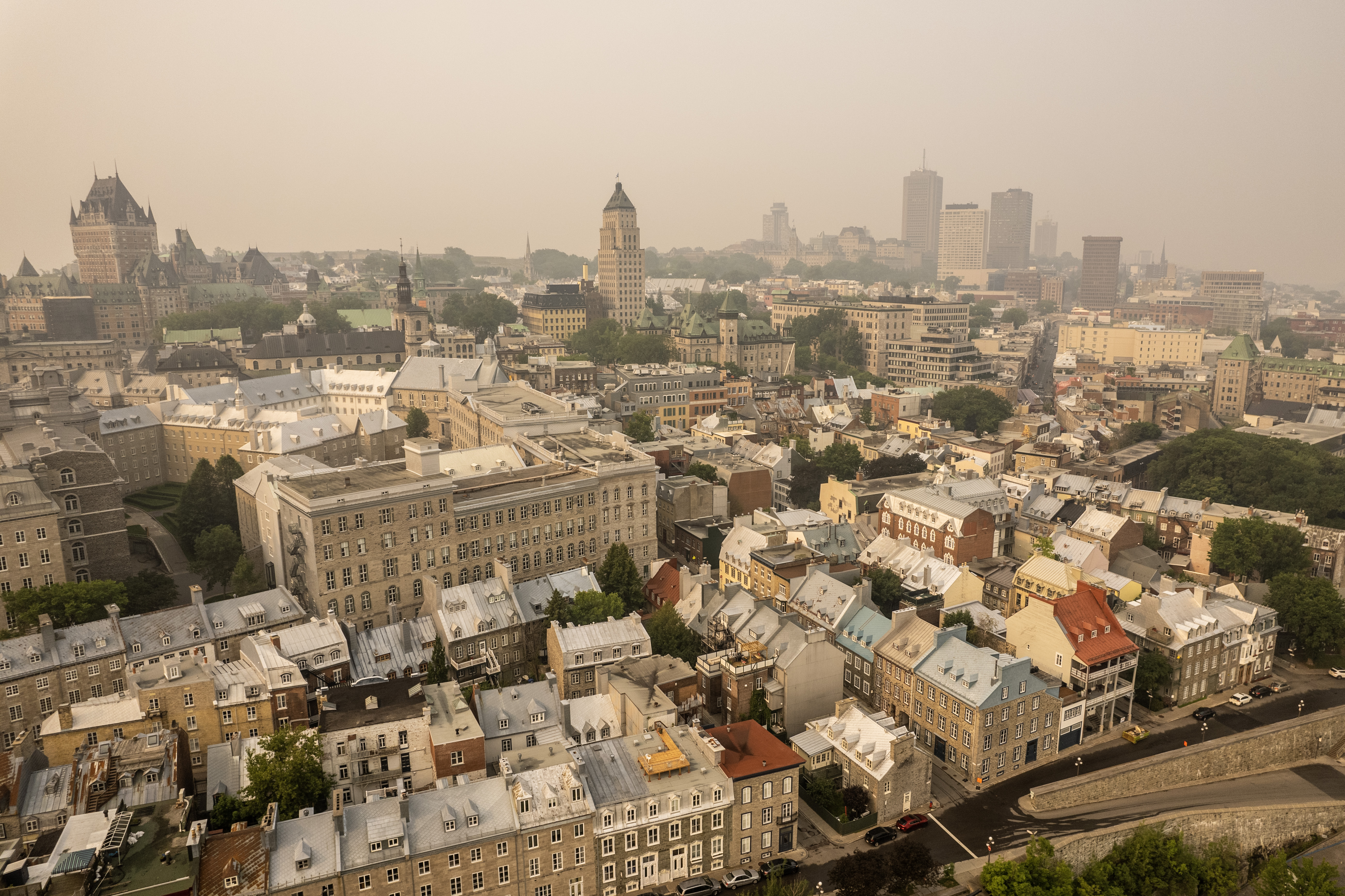
Le Vieux-Québec le 25 juin 2023.
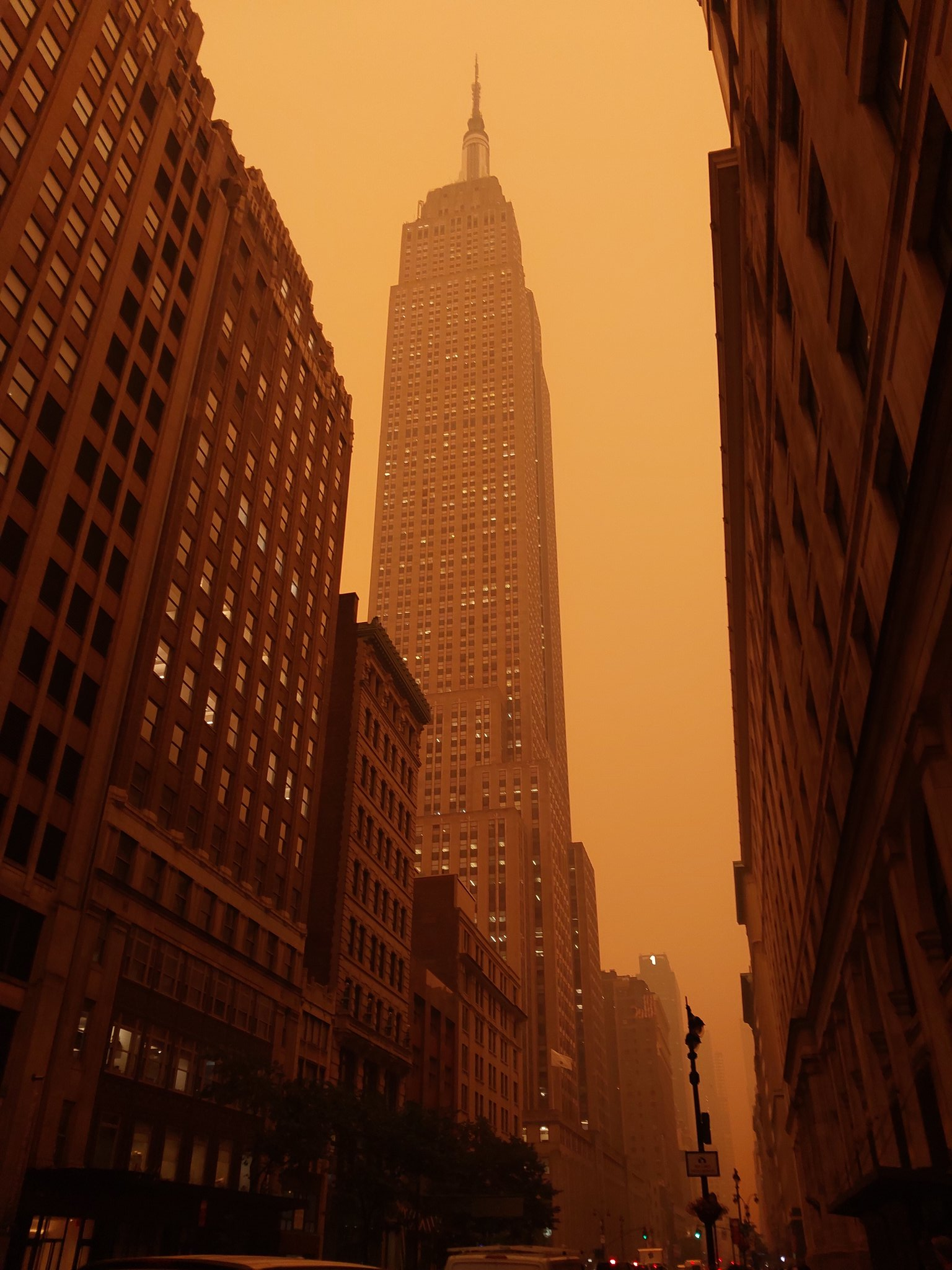
L'Empire State Building à New York le 7 juin 2023.
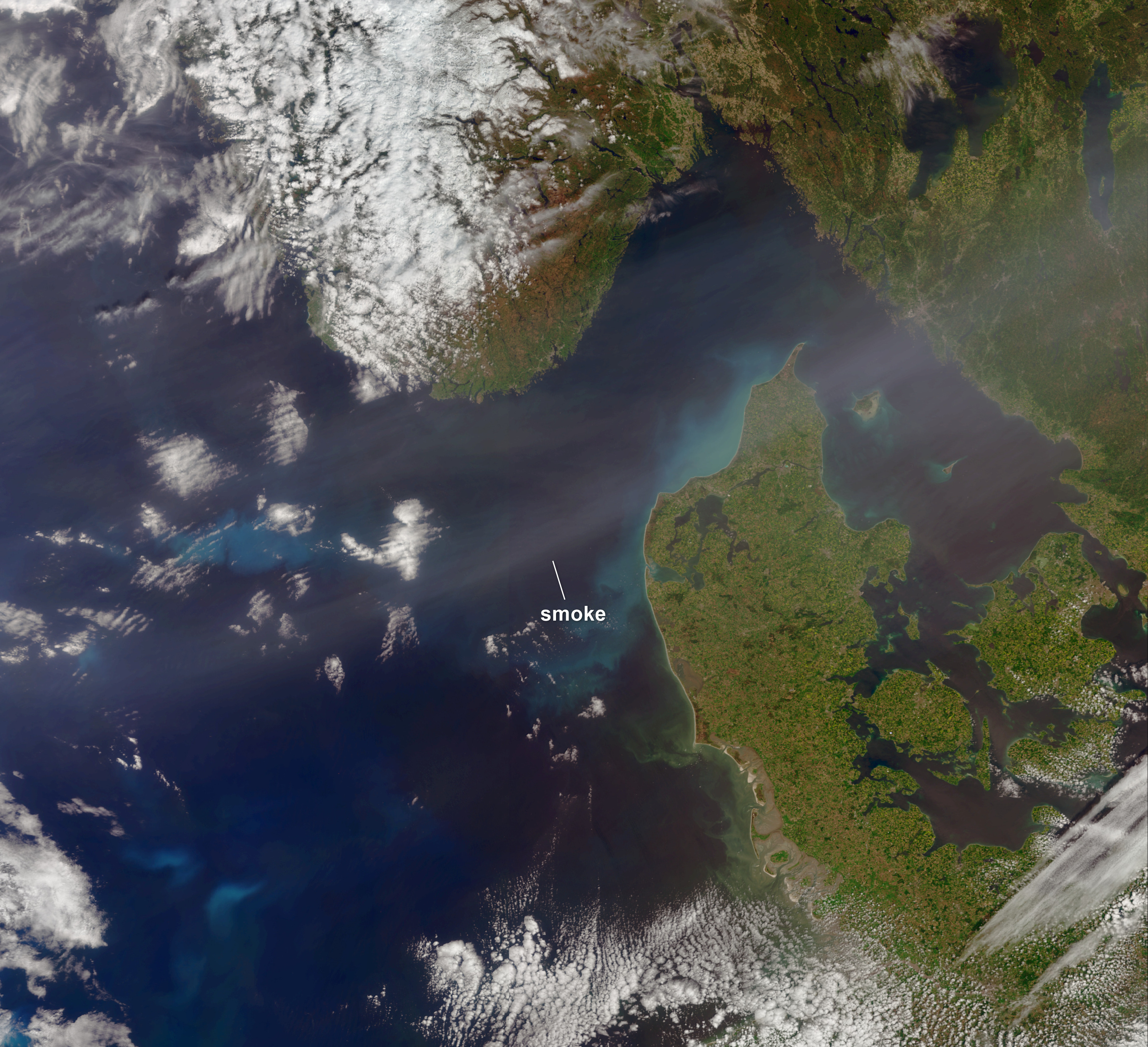
Image satellite de la fumée des feux de forêt de l'Alberta au-dessus de la mer du Nord et de la Scandinavie le 25 mai.
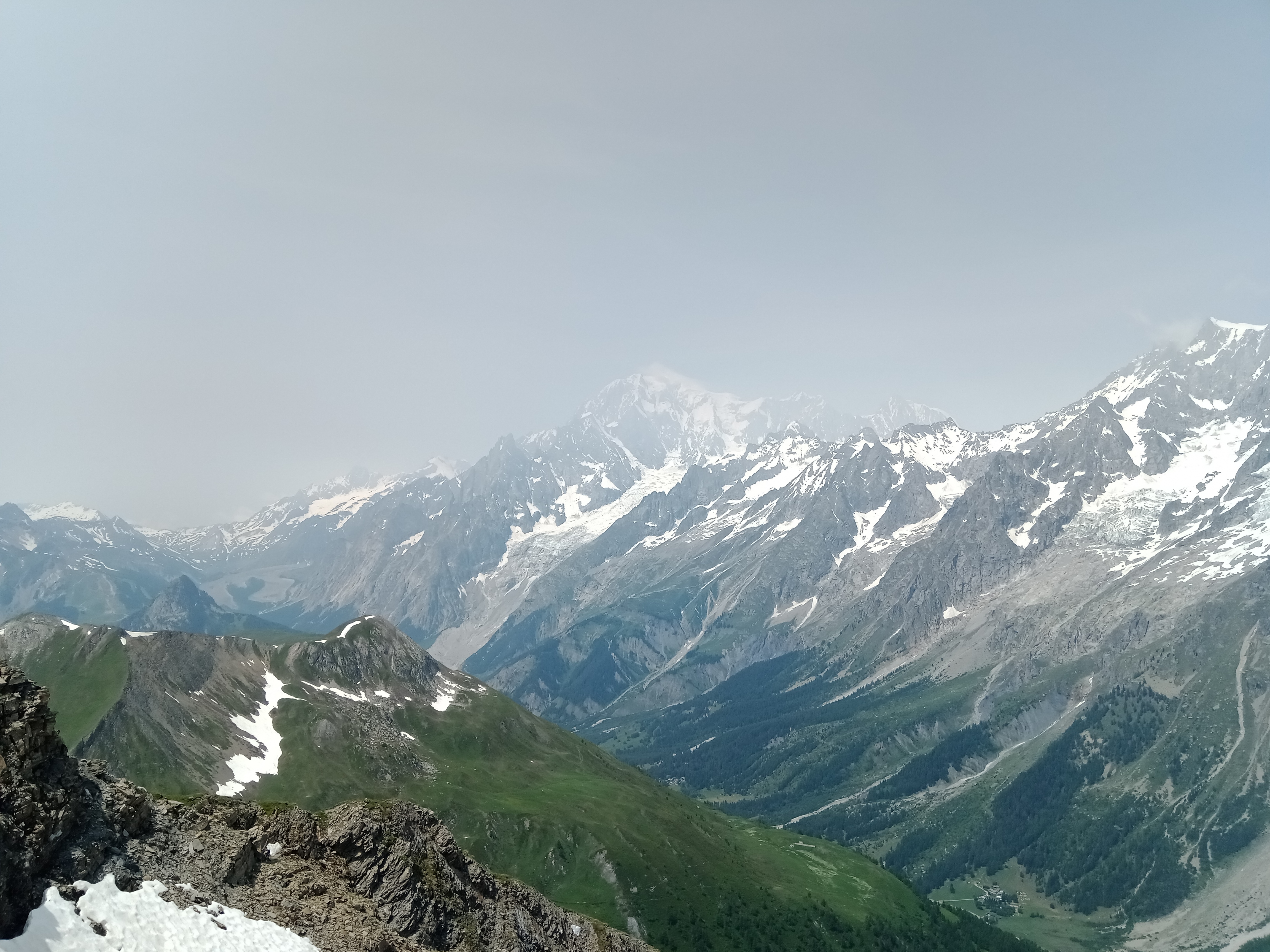
Le mont Blanc voilé par le panache de fumées sur l'Europe le 27 juin 2023.

### Bilan carbone
Avec plus de 130 000 km2 de forêt détruite, les incendies de forêt canadiens ont dégagé, à la fin du mois de juillet, plus de 290 Mt de dioxyde de carbone dans l’atmosphère. Le gouvernement fédéral a prévu de planter deux milliards d’arbres d’ici 2030, mais il est recommandé par des universitaires d’adapter les essences afin de limiter le risque incendie dans la forêt boréale qui ne joue désormais plus son rôle de puits de carbone.
Pour l'ensemble de l'année 2023, les émissions en dioxyde de carbone sont évaluées à 480 Mt, ce qui représente près du quart des émissions dues aux incendies qui se sont produits sur Terre pendant la même période.

## Complotisme
Cet incendie engendre fortement le complotisme mené notamment par le politicien Maxime Bernier, celui-ci prétendant qu'« ils sont allumés par des écoloterroristes payés par le gouvernement afin de favoriser le confinement et les mesures de rétorsion contre les populations les défavorisant dans le but notamment du Great Reset » (voir aussi Nouvel ordre mondial (théorie du complot)),,, ce complotisme inquiétant menaçant  les pouvoirs les démocraties selon leurs détracteurs, théories également développées par ceux-ci suite aux incendies des îles Hawaii ce même été 2023.